# A (Album)
A ist das dreizehnte Studioalbum der Progressive-Rock-Band Jethro Tull.

## Besetzung
Jethro Tull spielte das Album mit Ian Anderson, Martin Barre, Dave Pegg, Eddie Jobson (als „Gast“) und Mark Craney ein. Die Texte und fast alle Kompositionen stammen, wie bei Jethro Tull üblich, von Ian Anderson, der das Album zusammen mit Robin Black auch produzierte. Eddie Jobson steuerte „zusätzliches musikalisches Material“ bei.

## Geschichte
Die Band nahm das Album im Sommer 1980 auf. A war als Soloalbum Ian Andersons geplant, das von Anderson, Barre, Pegg, Jobson und Craney, nicht jedoch von den bisherigen Jethro-Tull-Mitgliedern John Evan und David Palmer eingespielt werden sollte. Die Plattenfirma bestand jedoch darauf, dass das Album als Jethro-Tull-Album bezeichnet werden sollte, um Umsatzeinbußen zu vermeiden. Daraufhin wurden Pegg, Jobson und Craney Mitglieder der Band, die beiden anderen Musiker mussten Jethro Tull verlassen. Schlagzeuger Barriemore Barlow hatte die Band bereits vorher verlassen.
Pegg hatte bereits auf dem Vorgängeralbum Stormwatch als Gastmusiker für den erkrankten John Glascock mitgewirkt. Glascock war auch der Grund für Andersons Absicht, im Rockzirkus kürzerzutreten, denn er war inzwischen, durch Dauerstress bedingt, an Herzversagen gestorben. Mit „A“ wie „Anderson“ sollen die Tonbänder markiert gewesen sein.
Als Singles erschienen 1980 Fylingdale Flyer und Working John, Working Joe. 2004 erschien das Album als CD, ergänzt um die DVD Slipstream mit Videos und live gespielten Titeln.

## Inhalt
Im Vergleich zu den drei Vorgängeralben ist der Folkeinfluss auf A vermindert, in den meisten Stücken haben elektronische Instrumente ein starkes Gewicht. Das Album leitete damit eine Phase der Hinwendung zu elektronischer Musik ein, die sich auf den beiden nachfolgenden Tull-Alben und dem ersten Solo-Album Ian Andersons fortsetzte.
LP-Version

Crossfire („Kreuzfeuer“) ist ein Stück mit schnell einsetzendem Gesang, eingängigem Refrain, E-Gitarren-Solo und Einsatz von Querflöte und Synthesizer. Es handelt von einem Polizisten inmitten eines Schusswechsels. Während der Arbeit an dem Stück, dessen Titel bereits feststand und das laut Ian Anderson thematisch „ohnehin in diese Richtung ging“, unterbrach Andersons Ehefrau die Proben, um auf die Berichterstattung über die blutig beendete Geiselnahme in der iranischen Botschaft in London aufmerksam zu machen, woraufhin der Text um konkrete Bezugnahmen auf dieses Ereignis ergänzt wurde.
Fylingdale Flyer beginnt mit einem Keyboard-Solo und entwickelt sich zu einem Rocksong mit eingängigem Refrain im Chorgesang. In einem Video zu diesem Stück tragen die Musiker weiße Overalls mit einem „A“-Emblem. Das Stück beschreibt Angestellte der britischen Frühwarnstation RAF Fylingdales, die von einem Angriff der Sowjetunion ausgehen.
Das Stück Working John, Working Joe bezieht sich auf gutsituierte und ausgebeutete Arbeitnehmer zu Beginn der Thatcher-Ära. Nach einem akustischen Beginn entspinnt sich ein eingängiger, folkiger Rocksong, teilweise mit Chorgesang.
Black Sunday handelt von den Nachteilen des Sonntags, wenn man auf Reisen ist. Anderson schrieb es kurz vor Beginn einer Tournee. Nach einem längeren Synthesizer-Intro und dem Einsatz von E-Gitarre und Schlagzeug wird das Stück zu einem Rocksong mit Querflöteneinsatz und treibendem Rhythmus.
Protect and Survive ist ein schneller, rockiger Song mit E-Gitarre und Querflöte. Der Gesang ist synthersizerunterlegt. Die britische Regierung gab eine gleichnamige Broschüre heraus, die Verhaltensregeln für den Fall eines Atomangriffs enthielt. Anderson beschreibt die Situation nach einem Angriff und mokiert sich über die sinnlosen Ratschläge.
Der Song Batteries Not Included beginnt mit einem Synthesizer-Solo. Er wird mit dem Einsatz von E-Gitarre und Querflöte schnell und rockig, ist aber weiterhin vom Synthesizer dominiert. Ein Junge wacht am Weihnachtsmorgen auf, möchte mit seinem Geschenk spielen, es fehlen aber die Batterien. Eine Stunde später schauen seine Eltern nach ihm – der Sohn regt sich nicht, da er ebenfalls „ohne Batterien“ ist.
Uniform beginnt mit einem Solo der elektrischen Geige, die das Stück auch im weiteren Verlauf dominiert. Der Refrain wird häufig wiederholt, die Melodie ist wenig eingängig. Beschrieben werden die Menschen, die sich je nach Gruppenzugehörigkeit und damit uniform kleiden.
Das Stück 4 W.D. (Low Ratio) ist recht behäbig, dem Titel (etwa „Vierradantrieb, niedriger Gang“) entsprechend. Der Refrain wird im Chorgesang präsentiert. Der Text beschreibt die Nutzung eines Autos mit Vierradantrieb. „Low Ratio“ ist wohl doppelsinnig gemeint, zum einen im Sinne von „niedrige Übersetzung“ (engl. ratio), zum anderen im Sinne von „geringer Verstand“ (lat. ratio), was in Bezug auf Geländewagen mit ihrem hohen Kraftstoffverbrauch im Einklang wäre mit den anderen Texten Andersons, die ein unterentwickeltes ökologisches Bewusstsein thematisieren, wie vor allem auch auf dem direkt vorangegangenen Album Stormwatch.
Pine Marten’s Jig ist vordergründig ein Jig, ist aber gleichzeitig durch zahlreiche Tull-typische, rockige Details charakterisiert, darunter den akzentuierten Querflöteneinsatz, das Spiel der Mandoline und der elektrischen Geige sowie zwei E-Gitarren-Soli.
And Further On ist ein elegisches Stück, das von Keyboards dominiert wird, im Verlauf aber rockiger wird. Es wird ein düsterer Ausblick auf die Zukunft gegeben und mehrmals gefragt, ob der Angesprochene trotzdem noch da sein wird.

## Artwork
Auf der Vorderseite sieht man die Band in einem Kontrollturm eines Flugplatzes als Fluglotsen. Die fünf Musiker tragen weiße Overalls mit dem „A“-Emblem, das auch als Lichterscheinung zu sehen ist und so den Albumtitel bildet. Rot- und Violetttöne dominieren. Anderson sitzt zentral, die anderen Bandmitglieder sitzen oder stehen am rechten Bildrand und schauen auf das Emblem in den Wolken. Der Bandname steht in weiß in serifenfreien Versalien oben rechts.
Auf der Rückseite ist ein weiteres, auf dem Flugplatz in der Dunkelheit aufgenommenes Foto der Musiker abgebildet, die in dieselben weißen Overalls gekleidet sind. Anderson steht erneut im Zentrum, Martin Barre manövriert im Hintergrund einen Lastwagen. Die anderen Musiker stehen neben oder schräg hinter Anderson. Die meisten Musiker schauen am Betrachter vorbei auf ein imaginäres Ereignis. Die Songtitel und die meisten Credits stehen im oberen Bilddrittel.

## Titelliste
Seite 1
1. Crossfire (3:55)
2. Fylingdale Flyer (4:35)
3. Working John, Working Joe (5:04)
4. Black Sunday (6:35)

Seite 2
1. Protect and Survive (3:36)
2. Batteries Not Included (3:52)
3. Uniform (3:34)
4. 4.W.D. (Low Ratio) (3:42)
5. The Pine Marten’s Jig (3:28) (instrumental)
6. And Further On (4:21)

## Rezeption

### Kritiken
Bei Ultimate Classic Rock sah man in dem Album „eine mutige – und gesunde – Abweichung von einem unverkennbaren Stil, der zu einem starren Schema zu werden drohte“ und bescheinigt Ian Anderson „eine zeitgemäße Herangehensweise, welche Tull ohne Peinlichkeiten in die Hochglanzwelt der Achtziger beförderte“.
Alan Tepper vom Eclipsed findet die Flötenpassagen beeindruckender als die Synthesizereinsätze, obwohl letztere das eigentlich Neuartige waren. Außerdem findet er, dass „die Kompositionen manchmal etwas schwächeln“. Sein Redaktionskollege Sascha Seller schreibt genau zwei Jahre später: „Anderson [entdeckt] elektronische Sounds für sich, weiß sie aber noch nicht richtig einzusetzen. Eigentlich ein schwaches Album, würde es mit Black Sunday nicht den wohl besten Jethro Tull-Song aller Zeiten beherbergen.“

### Chartplatzierungen
Das Album erreichte eine Top-10-Platzierung in Österreich sowie Chartplatzierungen in Deutschland (Rang 11), der Schweiz (Rang 18), dem Vereinigten Königreich (Rang 25) oder auch den Vereinigten Staaten (Rang 30).
| ChartsChartplatzierungen       | Höchstplatzierung | Wochen |
| ------------------------------ | ----------------- | ------ |
| Deutschland (GfK)              | 11 (15 Wo.)       | 15     |
| Österreich (Ö3)                | 10 (8 Wo.)        | 8      |
| Schweiz (IFPI)                 | 18 (1 Wo.)        | 1      |
| Vereinigte Staaten (Billboard) | 30 (12 Wo.)       | 12     |
| Vereinigtes Königreich (OCC)   | 25 (6 Wo.)        | 6      |